# Carajás
Os carajás, também chamados karajá e iny mahãdu (que é sua autodenominação), são um grupo indígena que habita a região dos rios Araguaia e Javaés, nos estados do Tocantins, Goiás, Mato Grosso e Pará, no Brasil. Sua língua, a língua carajá (denominada, pelos carajás, como inyrybe, que significa "a fala dos iny"), pertence à família linguística carajá, a qual, por sua vez, pertence ao tronco linguístico macrojê. Sua população atual é de 3 768 pessoas, distribuídas em 21 aldeias.

## Denominação
A autodenominação da etnia, iny, significa "nós". O exônimo "carajá" tem origem no tupi antigo karaîá. A etnia já foi chamada de "Caraiaúnas" e "Carajaúna". Ehrenreich, em 1888, propôs a grafia "Carajahí", mas Krause, em 1908, consagrou a grafia "Karajá".

## História
Os carajás já estiveram em disputa territorial com outras etnias indígenas brasileiras, como os caiapós, os tapirapés, os xavantes, os xerentes, os avás-canoeiros e, menos frequentemente, com os bororos e os apinajés.
No século XVII, os carajás foram contactados pelas missões jesuíticas da capitania do Grão-Pará. No século XVIII, foram contactados pelos bandeirantes paulistas, com destaque para as expedições de Antônio Pires de Campos.
Foram visitados pelos presidentes brasileiros Getúlio Vargas (1940) e Juscelino Kubitschek (1960).

## Características

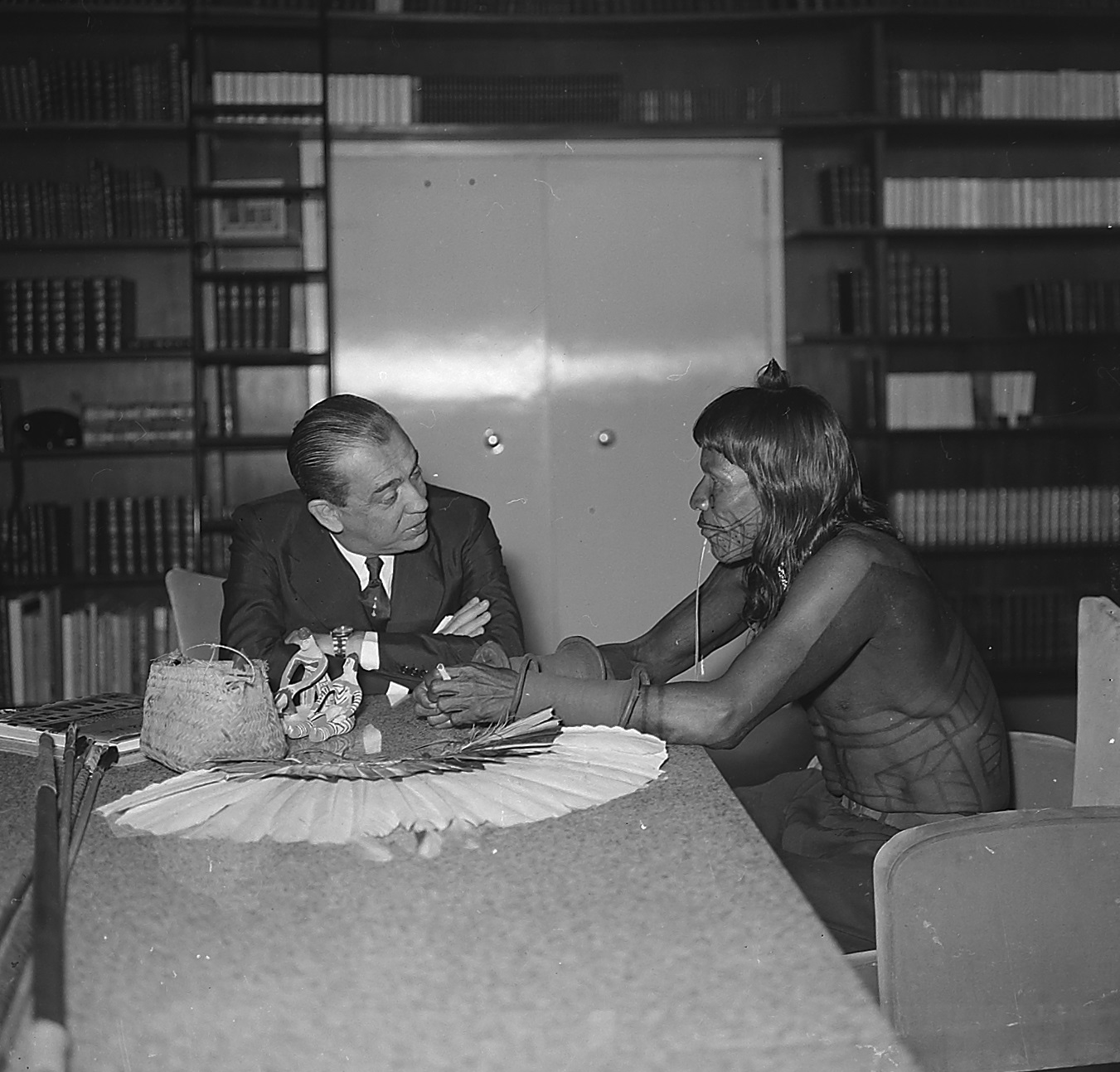
Presidente Juscelino Kubitschek no Palácio da Alvorada recebe em audiência um Indígena da Tribo em 1960, em Brasília.

Os carajás dividem-se em três subgrupos que também correspondem aos três dialetos por eles falados: os carajás propriamente ditos, os javaés e os xambioás (por vezes, referidos como "carajás do norte"). Eles se autodenominam inã, que é um termo comum aos três subgrupos. Algumas classificações consideram os javaés como um grupo bastante distinto, embora eles partilhem a mesma cultura e a mesma vida ritual dos carajás e xambioás, apenas se distinguindo por alguns detalhes.
Habitam, tradicionalmente, as margens do Rio Araguaia, a partir da cidade de Aruanã, no estado de Goiás; a Ilha do Bananal, onde se concentra o maior número de aldeias, até as aldeias xambioás, já no estado de Tocantins, próximo do município de Santa Fé do Araguaia.
Viveram tradicionalmente da agricultura, da caça de animais da região (caititus e antas) e principalmente da pesca. Atualmente, devido à pressão da colonização brasileira e da criação de uma dependência quanto aos bens dos não índios, acabam por comercializar uma parte dos produtos da pesca e do artesanato, entre outras atividades comerciais.
A vida social dos carajás é baseada na família extensa, em que o homem passa a residir na casa de sua mulher após o casamento (prática conhecida em antropologia como casamento uxorilocal). Os casamentos são proibidos entre parentes próximos até os primos de primeiro grau. A partir do segundo grau, o casamento entre primos é não apenas permitido como desejado, para manter a união da família.

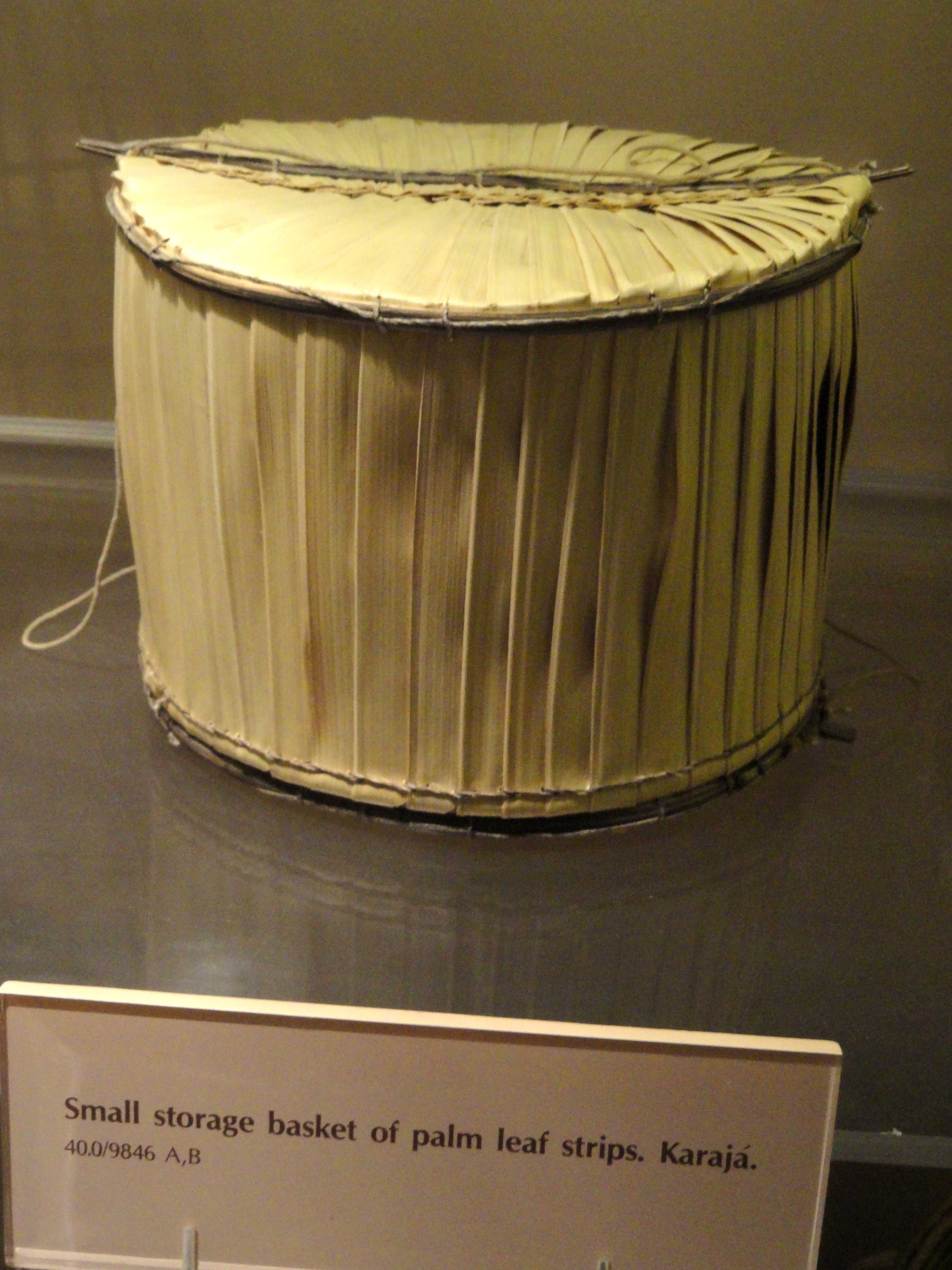
Cesto carajá em exibição no Museu Estadunidense de História Natural, em Nova Iorque, nos Estados Unidos

As aldeias carajás são formadas por uma ou mais fileira de casas residenciais ao longo do rio e, afastada delas e voltada para a mata, uma casa conhecida como idjassó hetô, ou "casa de Aruanã". Pode também ser chamada de "casa dos homens". Essa casa afastada é o centro da vida ritual.
O calendário ritual dos carajás intensifica-se com a cheia do rio Araguaia (entre dezembro e fevereiro). Pode ser dividido em dois grandes ciclos rituais: o Hetôhokã, ou "Festa da Casa Grande", quando se admitem os rapazes à "casa dos homens", e o Idjassó Anarakã, ou "Dança dos 
Aruanãs", que os coloca em contato com entidades espirituais que povoam o cosmo.
A pintura corporal é importante para os carajás. Antigamente, na puberdade, os jovens tatuavam o característico símbolo carajá dos "dois círculos" na face, quando a mistura de tinta de jenipapo com fuligem de carvão era aplicada sobre a face previamente sangrada com o auxílio do dente do peixe-cachorra (Hydrolycus scomberoides). Hoje, devido ao preconceito das populações ribeirinhas, os jovens carajás apenas desenham os dois círculos na face durante a época dos rituais carajás.

## Cosmologia
Os carajás concebem o universo como formado por três camadas: um mundo subaquático de onde surgiu a humanidade e onde habitam os idijaçós (entidades protetoras e antepassados míticos dos carajás); o mundo terrestre, visível a qualquer um e morada dos atuais carajás; e o mundo das chuvas, onde moram entidades poderosas e destino das almas dos xamãs. A comunicação com esse mundo cósmico é assegurada pela existência do xamã, cuja atuação é reconhecida sempre como ambígua: traz as curas e as entidades, mas pode trazer a doença e a morte.

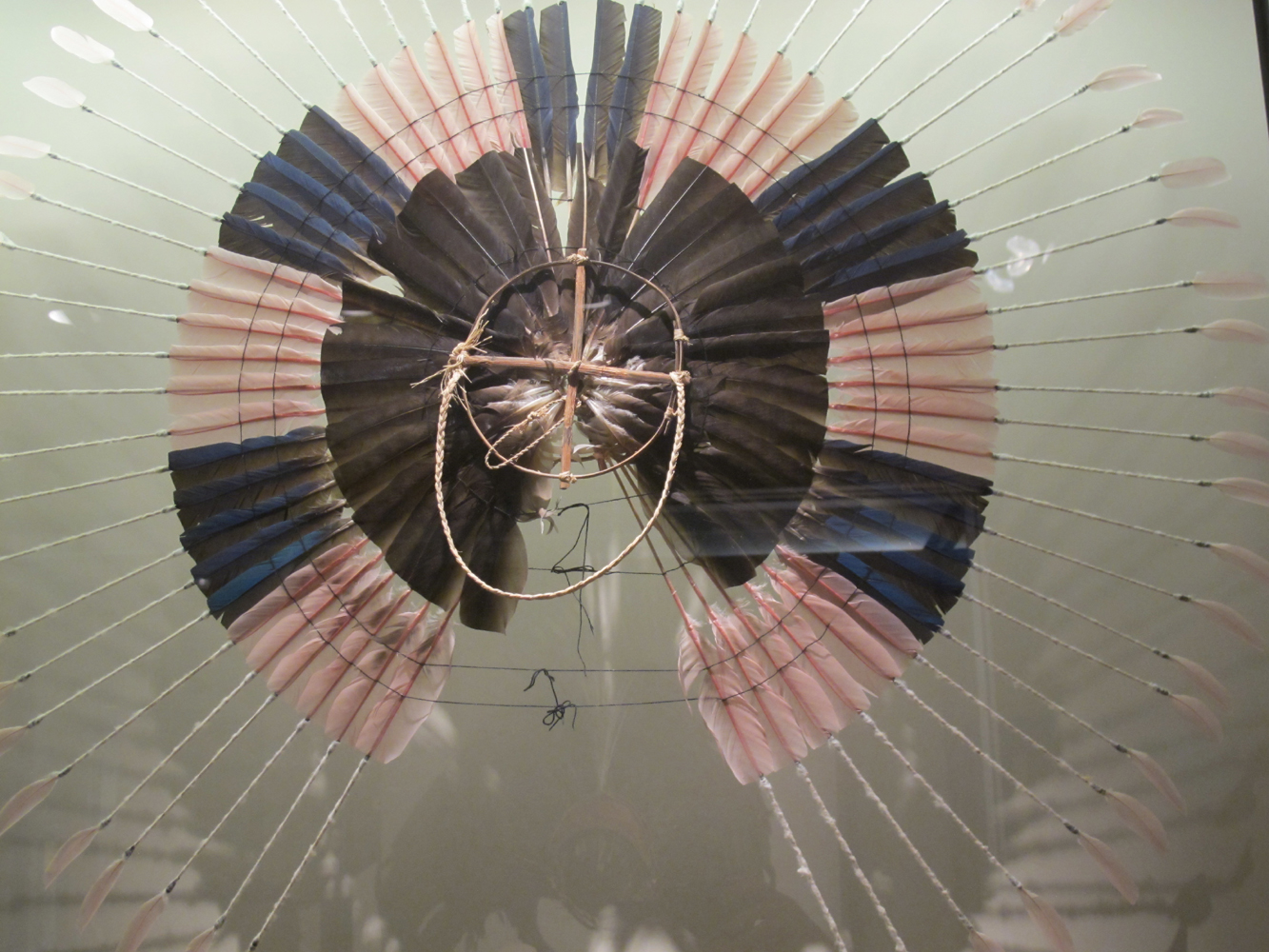
Cocar carajá em exibição no Museu de História Natural de La Rochelle, na França

## Bonecas carajás
Um elemento cultural característico dos carajás é a elaboração de tradicionais bonecas de barro zoomorfas ou antropomorfas. Em língua carajá, essas bonecas são denominadas ritxòò (na linguagem dos homens) e ritxoko (na linguagem das mulheres). Elas são feitas visando ao divertimento das crianças e ao aprendizado da vida social pelas meninas. Atualmente, no entanto, são muito comuns em lojas de artesanato e em museus, e tornaram-se uma importante fonte de renda para os carajás. Em janeiro de 2012, as bonecas carajás foram reconhecidas oficialmente como patrimônio cultural imaterial brasileiro pelo Instituto do Patrimônio Histórico e Artístico Nacional.
As Ritxoko são bonecas de cerâmica confeccionadas pelas mulheres Carajá[carece de fontes?]. Os conhecimentos de sua produção, desde a coleta do barro até a pintura, são transmitidos tradicionalmente, das mulheres mais velhas para as mais novas. Durante esse processo elas ensinam não só a fazer as bonecas, mas também a viver como Carajá, através das histórias de seu povo, fazendo ali uma ligação ancestral com as jovens. As bonecas são utilizadas para contar histórias do povo Carajá, seja das narrativas cotidianas, de sua relação com o meio, assim como de suas narrativas míticas.

## Problemas atuais
Atualmente, é grande a taxa de suicídios entre os jovens carajás. Os líderes carajás atribuem o problema à entrada de bebidas alcoólicas e de drogas nas aldeias carajás, bem como à falta de opções de estudo, trabalho e lazer para os jovens.

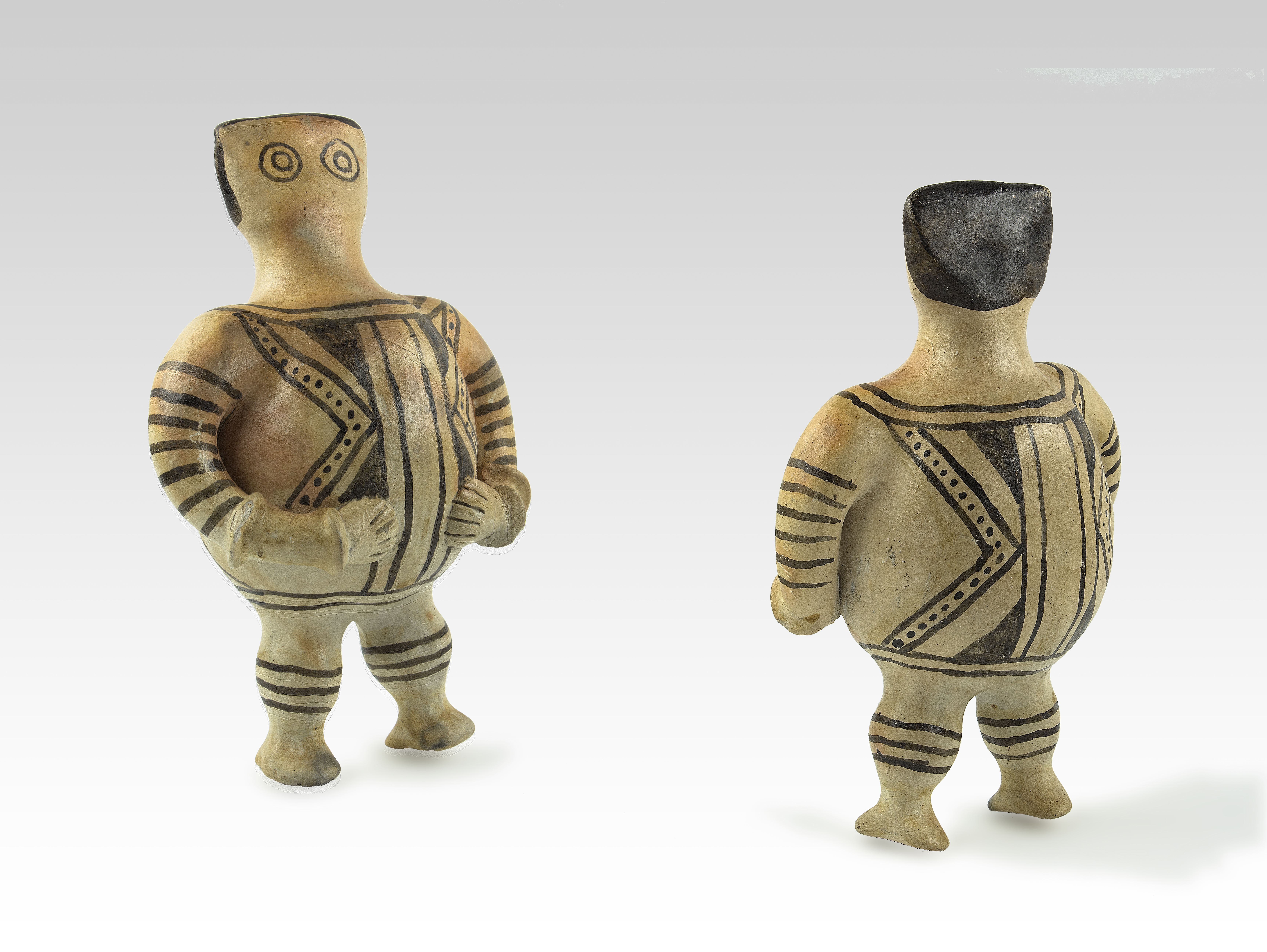
Estatueta de cerâmica carajá em exibição no Museu de Toulouse.
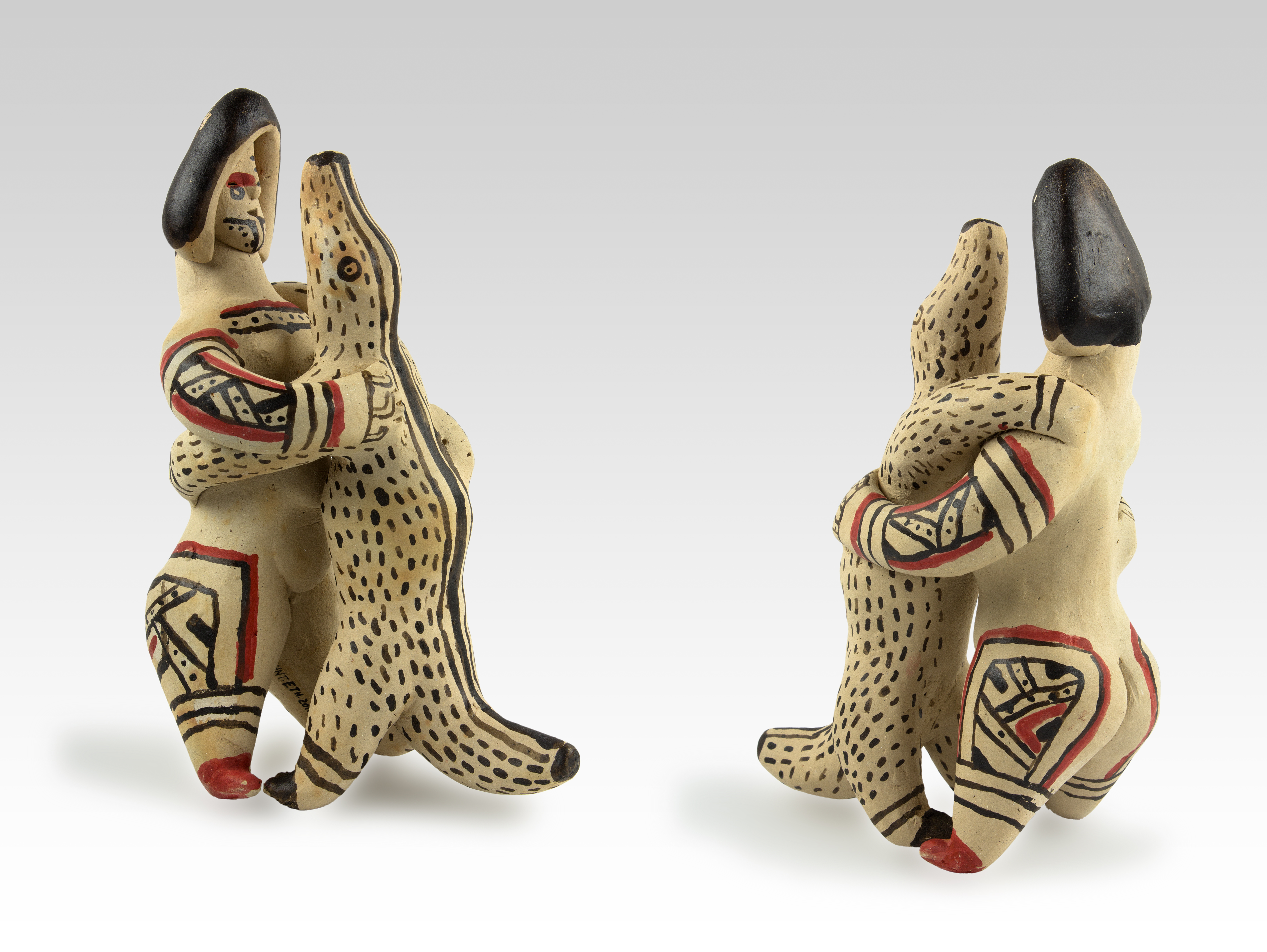
Estatueta carajá representando uma mulher dançando com um jacaré, em exibição no Museu de Toulouse.
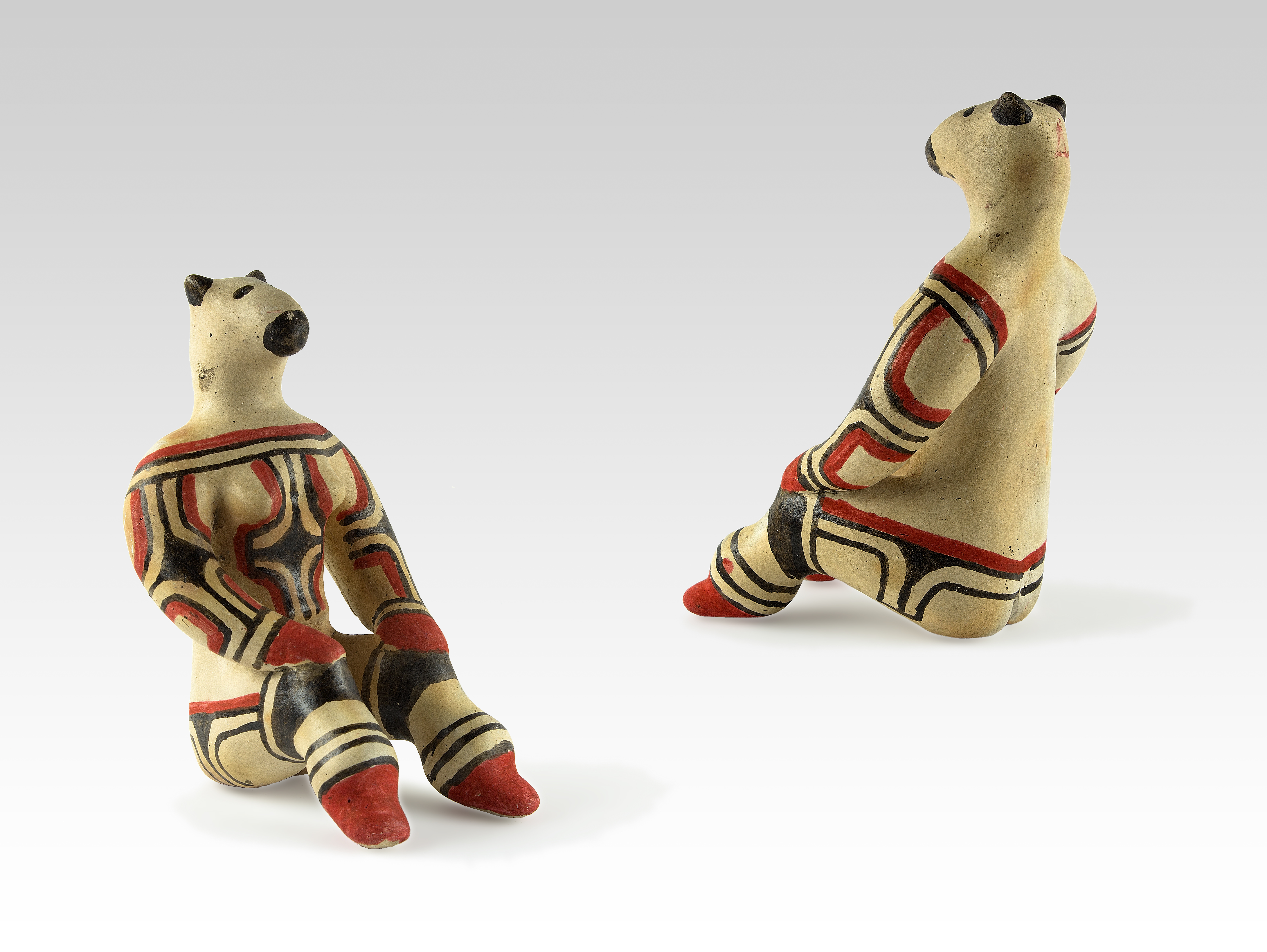
Estatueta carajá representando uma criatura mítica meio-homem, meio-cervo, em exibição no Museu de Toulouse.